# Ayu Maulida
Raden Roro Ayu Maulida Putri (Surabaya, Indonesia, 11 de julio de 1997) es una modelo y actriz indonesia, fue la ganadora del certamen Puteri Indonesia 2020, quien representó a dicho país en Miss Universo 2020.

## Primeros años
Raden Roro Ayu Maulida Putri nació en Surabaya. Ella siempre ha estado interesada en modelar y actuar y ha tenido su parte de experiencia. Es su sueño ver a sus padres felices y también le gusta probar cosas nuevas para aportar versatilidad en la vida. Actualmente es estudiante de derecho en la Universidad Airlangga, Surabaya. En 2015, fue elegida miembro de la delegación de Indonesia en un programa de viaje modelo de intercambio de la ONU a Seúl, Corea del Sur, 24.ª Conferencia Modelo de las Naciones Unidas de Harvard. Ha organizado obras de caridad en la aldea rural (desa) en todas las islas de Indonesia, con su propia fundación de caridad llamada #SenyumDesa, ayudando a la sociedad con la visión de llevar la sonrisa de una aldea a otra a través de Gotong royong. licores. Participó en la Semana de la Moda de Indonesia 2019, el evento de modelaje más grande de Indonesia que se celebró el 31 de marzo de 2019 en el Centro de Convenciones de Yakarta, Yakarta, donde ganó el premio a la mejor modelo de pasarela femenina, una premio otorgado por primera vez desde su implementación inicial en 6 años.

## Concursos de belleza

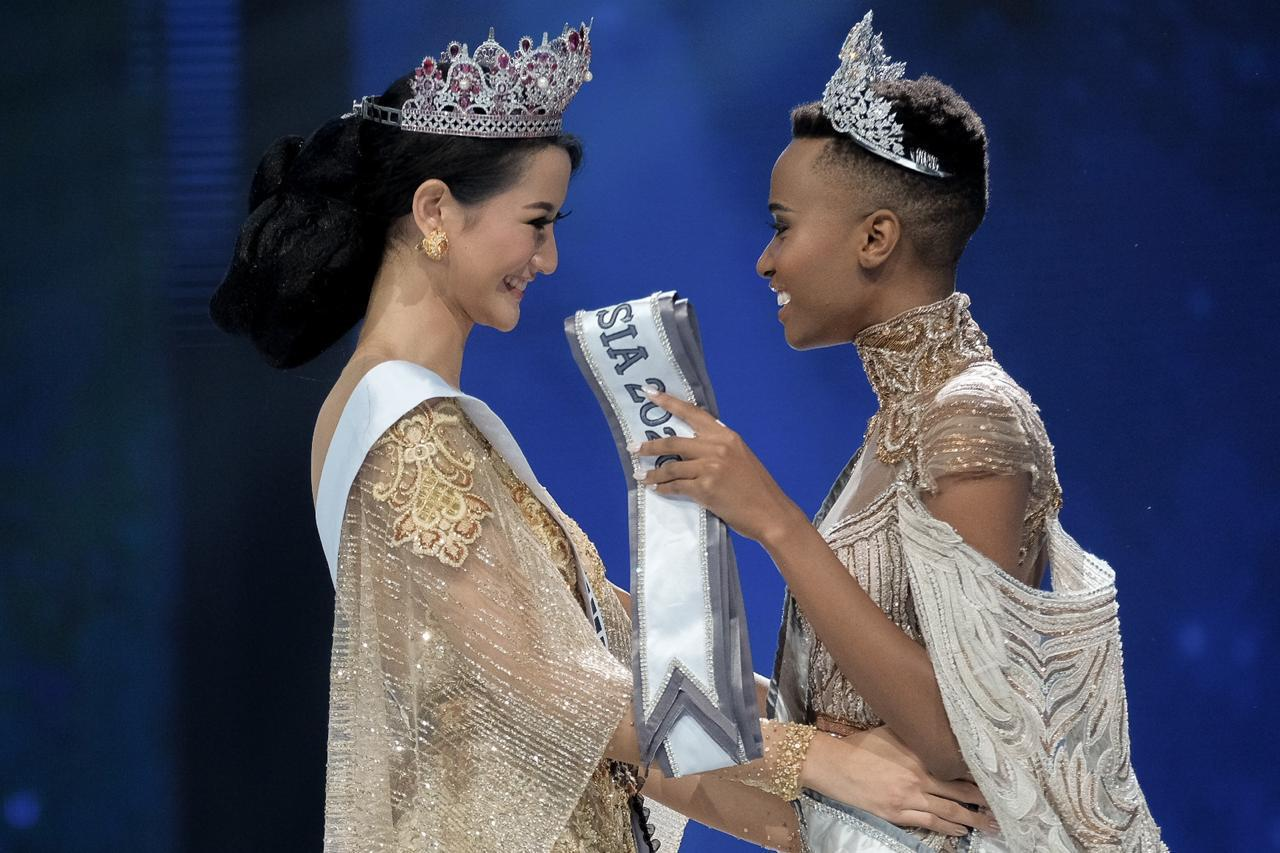
Maulida vistiendo un Kebaya junto con Miss Universo 2019, Zozibini Tunzi de Sudáfrica en la noche de coronación de Puteri Indonesia 2020.

### Rostro de Indonesia 2019
Antes de ingresar al campo del los concursos de belleza, Maulida participó en «Rostro de Indonesia 2019» organizado por Indonesia Fashion Week 2019, el evento de modelaje más grande de Indonesia, la competencia se llevó a cabo el 31 de marzo de 2019 en el Centro de Convenciones de Yakarta - Yakarta, donde ella ganó el premio «Mejor Modelo Femenina de Pasarela», un premio otorgado por primera vez desde su implementación inicial en 6 años. Al ganar el título de «Rostro de Indonesia 2019», obtuvo el derecho de representar a Indonesia para competir en la competencia internacional «Rostro de Asia 2019». Mostró ropa de diseñadores como Poppy Dharsono, Agnes Budisurya, Danjyo Hiyoji, Barli Asmara, Misan, Tethuna y Lia Afif. Más tarde, en 2021, Maulida recibió el privilegio de desfilar como estrella invitada principal en la Semana de la Moda de Yakarta 2021, junto con las reinas reinantes de Puteri Indonesia 2020 Putu Ayu Saraswati y Jihane Almira Chedid.

### Rostro de Asia 2019
El 7 de junio de 2019, participa en el concurso de modelos Face of Asia 2019 celebrado en Corea del Sur. Gana el Rostro de Asia, titulado «Ganadora del Gran Premio», el título más alto del concurso. Logrando superar a otros 74 participantes de 27 países.

### Puteri Indonesia Java Oriental 2017 y 2020
Se unió al concurso Puteri Indonesia East Java 2017, terminó como primera finalista. En 2020, vuelve al concurso y fue elegida ganadora de Puteri Indonesia East Java 2020.

### Puteri Indonesia 2020

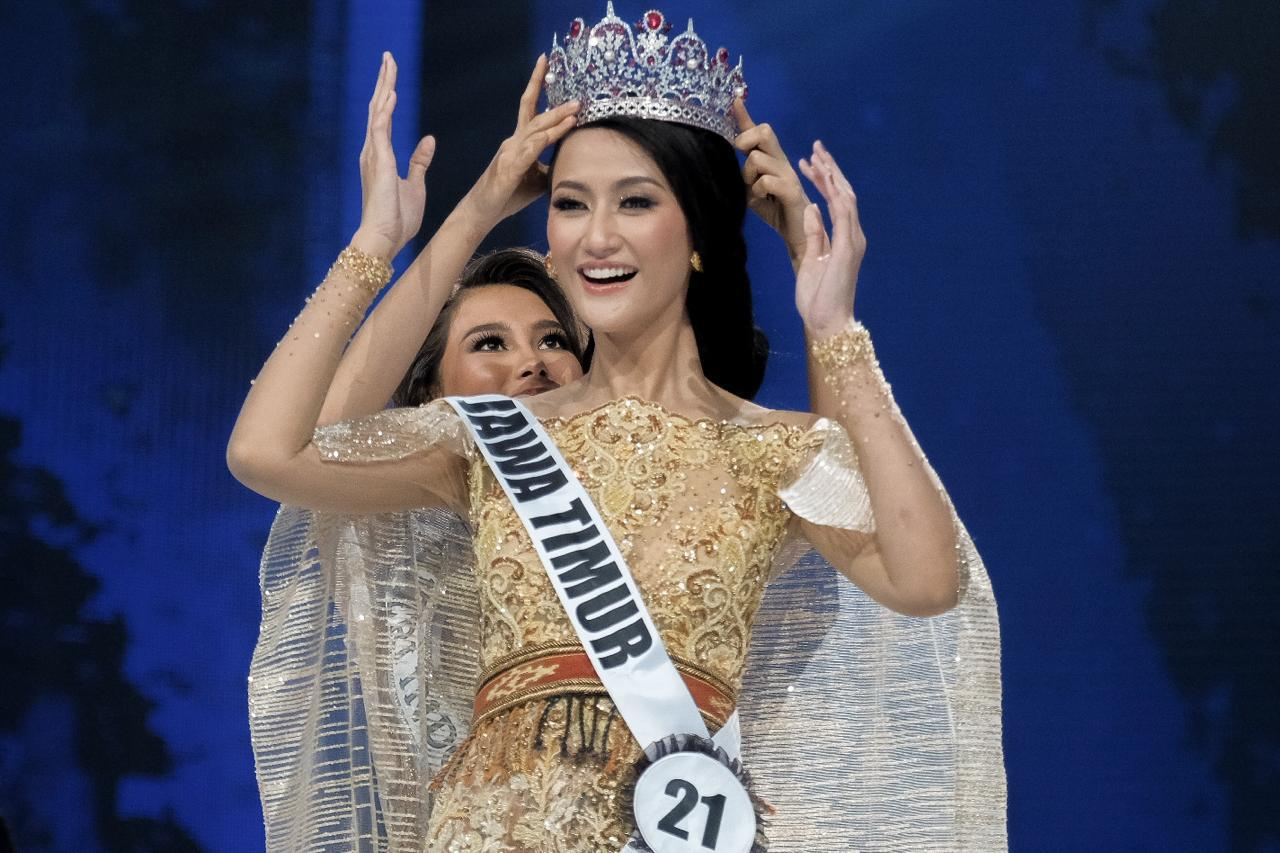
Maulida coronada Puteri Indonesia 2020 (Miss Universo Indonesia 2020) por su predecesora Frederika Alexis Cull.

Después de calificar el título provincial de Puteri Indonesia Java Oriental 2020, Maulida representó a la provincia de Java Oriental en el concurso nacional de belleza, Puteri Indonesia 2020, que se llevó a cabo el 6 de marzo de 2020. Fue seleccionada como la ganadora de Miss Universo Indonesia, ganó el premio especial a la Mejor vestimenta tradicional y la segunda finalista en Mejor vestido de noche. La noche de la coronación final fue honrada por la reinante Miss Universo 2019, Zozibini Tunzi y Miss Universo 2015, Pia Wurtzbach como el comité de selección.

### Miss Universo 2020
Como ganadora de Puteri Indonesia 2020, Maulida representó a Indonesia en el concurso Miss Universo 2020 que se llevó a cabo el 16 de mayo de 2021 en el Seminole Hard Rock Hotel & Casino en Hollywood, Florida, Estados Unidos. En la final, Maulida terminó en el Top 21 de cuartofinalistas.
Maulida usó un traje nacional con el conjunto inspirado en el dragón de Komodo, el último vínculo con los dinosaurios prehistóricos que es endémico de las islas indonesias de Komodo, Rinca, Flores y Gili Motang. Con un peso de 136 kg (300 libras), el traje también presenta placas de metal con cuentas que se asemejan a escamas fueron intrincadamente cosidas a mano, la pieza del pecho en 3D y la cola dramática se crearon usando corte con láser de cuero, mecatrónica del tocado del dragón de Komodo, una gargantilla y guantes iluminados creados con un sistema de control de iluminación.